# Hradiště (Písek)
Hradiště je velká vesnice, část města Písek ve stejnojmenném okrese v Jihočeském kraji. Dělí se na Staré a Nové Hradiště.
Hradiště leží na jihozápadě města, na stejnojmenném vrchu a jeho východním svahu. Zástavbu tvoří většinou rodinné domy, panelové se zde ale nacházejí v menší míře také a jsou situovány do jedné jeho části. Hradiště stojí stranou od zástavby města, odděluje ho od něj čtyřproudá komunikace tvořící obchvat kolem města a železniční trať. Nejvýznamnějším závodem zde je Jitex, textilní továrna a jedna z největších v celém Písku.
V oblasti se nachází střelnice a fotbalový stadion klubu TJ Hradiště.

## Historie
První písemná zmínka o vesnici pochází z roku 1389.

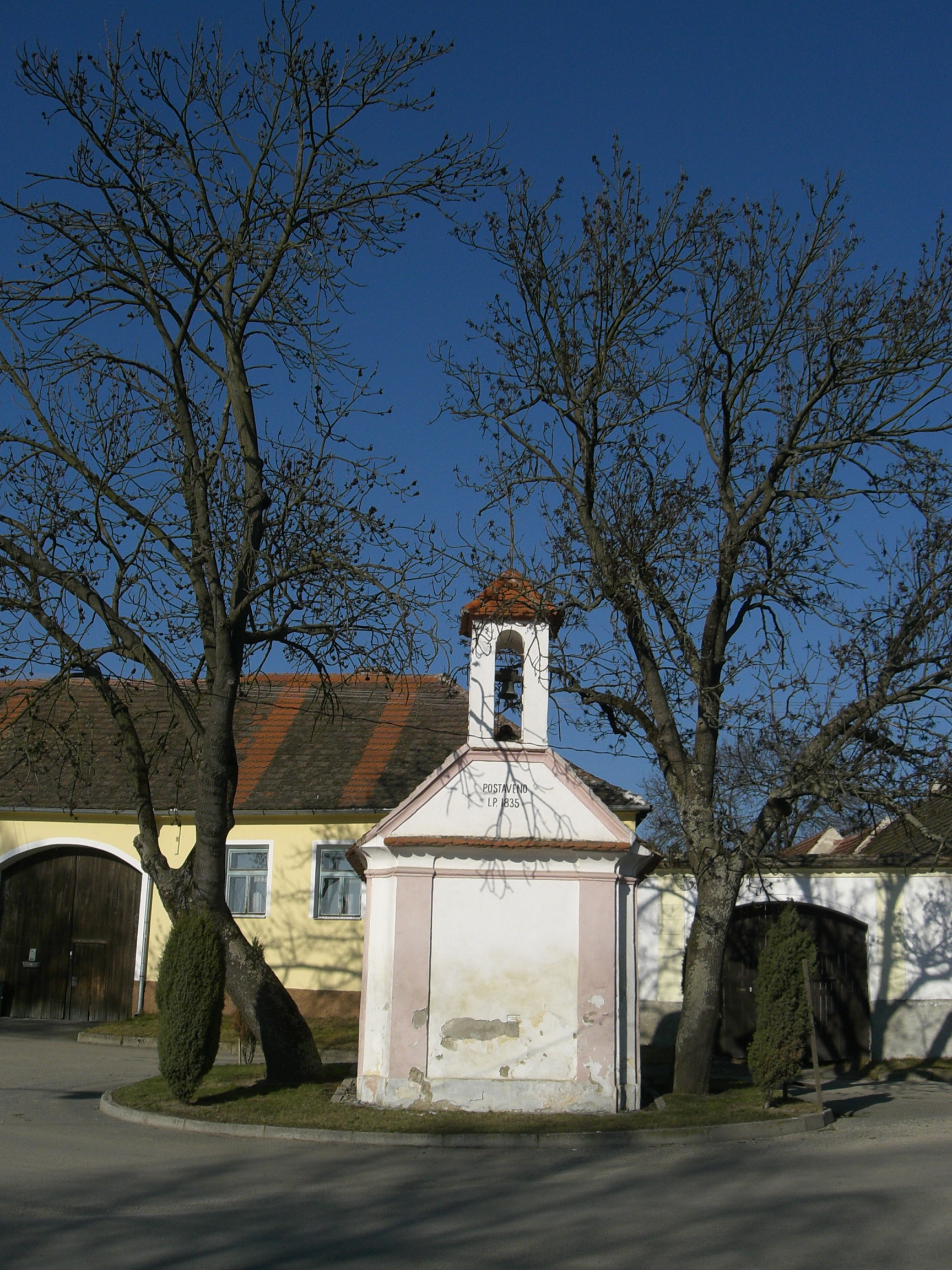
Kaple z roku 1835 ve Starém Hradišti.

V místě zvaném Na Dolinách stávaly dvě mohyly z 5. století před naším letopočtem. Roku 1858 byly rozvezeny a při té příležitosti byla nalezena bohatá pohřební výbava příslušející muži a ženě z okruhu keltské nobility. Součástí souboru byly i předměty dovezené z Etrurie. Nejvýznamnějším kusem je bronzová konvice s mísou. Předměty nalezené v mohylách se nalézají v několika muzeích, konvice je v Národním muzeu v Praze.

## Obyvatelstvo
| Rok            | 1869 | 1880 | 1890 | 1900 | 1910 | 1921 | 1930 | 1950 | 1961 | 1970 | 1980 | 1991  | 2001  | 2011  | 2021  |
| -------------- | ---- | ---- | ---- | ---- | ---- | ---- | ---- | ---- | ---- | ---- | ---- | ----- | ----- | ----- | ----- |
| Počet obyvatel | 221  | 231  | 270  | 298  | 357  | 416  | 391  | 457  | 512  | 591  | 741  | 1 889 | 1 932 | 2 037 | 2 016 |
| Počet domů     | 39   | 34   | 41   | 45   | 57   | 65   | 73   | 119  | 119  | 138  | 188  | 245   | 298   | 382   | 422   |

## Obecní správa
Při sčítání lidu v letech 1850–1964 Hradiště bylo samostatnou obcí v okrese Písek. Od 1. července 1964 je částí města Písek ve stejnojmenném okrese.

## Pamětihodnosti
- Hradiště na vrcholu Hradišťského vrchu[7]